# Hans Lasser
Pour les articles homonymes, voir Lasser.
Hans Lasser  (1891-1932) est un peintre figuratif allemand, actif en Allemagne dans les années 1920. Influencé par l'expressionnisme allemand, il a laissé de nombreuses œuvres, aujourd'hui conservées dans des collections privées.

## Biographie
Hans Lasser naît en 1891 à Metz, en Lorraine, pendant la première annexion. Il se tourne très tôt vers le dessin, se formant à l’académie des beaux-arts de Munich. À la fin de la guerre, en 1918, Hans Lasser s’installe définitivement à Munich.
À partir de 1920, il se joint au groupe de la Neuen Sezession, la « nouvelle sécession de Munich », et expose des œuvres figuratives, des portraits et des paysages. En 1924, Hans Lasser participe à Munich à une exposition collective du groupe, faisant l’objet d’une présentation biographique par l'écrivain Georg Britting et Magdalena Achmann. À la fin des années 1920, Lasser accompagne Britting et le peintre Josef Achmann en Italie, où il réalise de nombreux dessins de voyage.
Hans Lasser décède précocement à Munich. Il y est inhumé le 16 juin 1932.

## Son œuvre
Ses œuvres sont aujourd'hui, pour la plupart, dispersées dans des collections privées.
- Bischheim - Mädchen auf einen Acker zuschreitend, 1917, gouache sur papier (24,5 × 3 cm).
- Mann mit Pferd auf Waldweg, 1917.
- Radfahrer auf Dorfstraße, 1922.
- Landschaft mit Mann auf Bank sitzend, daneben ein Pferd, 1922, aquarelle, gouache sur papier (33,6 × 27,8 cm)[6].
- Bildnis einer jungen Dame, 1923, huile sur toile (79,5 × 66,5 cm).
- Badende, v.  1923, exposition de la nouvelle sécession de Munich[7].
- In der Wanne, 1923, aquarelle, gouache sur papier[8].
- Akt, 1924, huile sur toile.
- Der Traum, 1924, huile sur toile, (c. 85 × 70 cm).
- Herren-Bildnis, 1925, exposition de la nouvelle sécession de Munich[9].
- Herrenbildnis,  v.  1925, huile sur toile (85 × 85 cm).
- Mädchen, 1927, dessin)[10].
- Aus dem Bad steigendes Mädchen , v.  1927)[11].
- Volem Dam, 1928, eifel-und-kunst.de, 56 × 47 cm).
- Am Trapez, v.  1928, exposition Deutsche Kunst[12]:
- Liegender weiblicher Akt , 1929, aquarelle (30 × 23 cm).
- Apfelernte, v.  1930, huile sur toile.
- Schiffsschaukel, v.  1930, huile sur toile.
- Sommer, v.  1930, huile sur toile).
- Wanderer im Schnee, v.  1930, huile sur toile.
- Selbstbildnis, v.  1930, huile sur toile.
- Frau am Toilettentisch, v.  1930, huile sur toile.
- Studie an den Meerfischern, 1932, dessin au crayon (55 × 45 cm).
- Wanderer im Winter, huile sur toile (86 × 70 cm).
- Idyllische Berglandschaft mit Kirche, aquarelle, gouache sur papier (34,7 × 24,8 cm).
- Sonnige Landschaft mit Kuh und Mädchen, aquarelle, gouache sur papier.
- Abendmahlsstudie, aquarelle (19,5 × 8,5 cm).
- Kosmische Melancholie - Zwei Paare betrachten die Uhr, aquarelle (47 × 31 cm).

Sous le Troisième Reich, quatre de ses œuvres, acquises par le musée de Basse-Saxe, ont été considérées comme de l'«art dégénéré» par le ministère du Reich pour l'Éducation du peuple et la Propagande :
- Weiblicher Halbakt ;
- Russin ;
- Mädchen mit aufgestützten Armen ;
- Sitzender weiblicher Halbakt.

## Sources
- Ingeborg Schuldt-Britting: Georg Britting und Günther Herzfeld-Wüsthoff; Eine Freundschaft mit Brüchen,  (pp. 5-6).